# Río Llanquihue
Río Llanquihue är ett vattendrag i Chile.   Det ligger i regionen Región de Los Ríos, i den södra delen av landet, 700 km söder om huvudstaden Santiago de Chile. Río Llanquihue ligger vid sjön Lago Panguipulli.
I omgivningen kring Río Llanquihue växer i huvudsak blandskog. Området är glesbefolkat, med 11 invånare per kvadratkilometer.